# (29937) 1999 JB50
A (29937) 1999 JB50 a Naprendszer kisbolygóövében található aszteroida. A LINEAR projekt keretében fedezték fel 1999. május 10-én.